# Municipio de Nochistlán de Mejía
El municipio de Nochistlán de Mejía es uno de los 58 municipios del estado mexicano de Zacatecas. Su cabecera es la localidad de Nochistlán de Mejía.

## Toponimia
La palabra Nochistlán viene de Noch-tlan: Noch (tli): "lugar de tunas", Noch-ez-tlán: Noch (tli)-ez-tli)-Tlan: Lugar de Grana.
Que significa: "lugar de tunas o de grana". Por lo que se refiere a la extensión del nombre con el apellido de Mejía es en relación con el reconocimiento de héroe que se le hace al Coronel J. Jesús Mejía defensor de esta plaza en el ataque que hicieron los franceses el 13 de mayo de 1864. Su lema es Ashcanquema Téhual Nehual ("Hasta tu muerte la mía").

## Escudo
El actual escudo del municipio fue desarrollado por David Andrade Bautista, tiene apariencia de libro abierto, mostrándose en la parte superior izquierda en campo azul un indio caxcán con taparrabo, chimalli (un tipo de escudo), macana y tocado. En el cuartel superior derecho en campo azul terraza aparece el templo parroquial de San Francisco de Asís, al fondo un cañón, una mano sosteniendo una antorcha encendida y pendiendo de su muñeca una cadena rota. En el cuartel inferior izquierdo en campo azul se encuentra un bovino, una calabaza, una mazorca de maíz y una vaina de frijol y finalmente, en el cuartel inferior derecho en campo azul, aparece al fondo la silueta de algunas montañas y la presa de "Las Tuzas" (una presa local) llena de agua. Como cimera tiene un yelmo medieval y hacia sus lados hojas de lambrequín. Contiene además un logogrifo que dice: “Primera Guadalajara Hoy Nochistlán” y la frase en náhuatl “Ashcanquema Téhual Nehual" que quiere decir "ahora sí, tú y yo".

## Localización
El Municipio de Nochistlán de Mejía se encuentra situado al norte a los 21º40'; al sur 21º12' de latitud norte;  al este 102º41'; al oeste  103º03' de longitud oeste.
Tiene una superficie de 876 km², lo que representa el 1.2 % del territorio del estado y se encuentra a una altitud de 1830 metros sobre el nivel del mar. Se encuentra a 150 km de la ciudad de Guadalajara, 120 km de la ciudad de Aguascalientes y 220 km de la ciudad de Zacatecas.
El municipio de Nochistlán de Mejía colinda al norte y al noroeste con el municipio de Jalpa, Zacatecas, al sur con Yahualica, Jalisco al este con Apulco, Zacatecas, al oeste con Juchipila y Apozol, al norte y noreste con Teocaltiche, Jalisco y al sur con Mexticacán, Jalisco.

## Geografía
La orografía del municipio es accidentada, lo cruza la Sierra de Nochistlán y está formada por una serie de mesetas y cerros que circundan la cabecera municipal. La mitad del territorio forma parte del eje Sierras y Valles Zacatecanos, que a su vez forma parte de la Sierra Madre Occidental, la otra mitad, geográficamente hablando, forma parte del Eje Neovolcánico. 
Las principales elevaciones del municipio son:
- Cerro El Carpintero (2,680 m s. n. m.)
- Mesa La Ventanilla (2,500 m s. n. m.)
- Sierra Nochistlán (2,500 m s. n. m.)
- Cerro de San Miguel (2,480 m s. n. m.)
- Barranca de Las Rosas (2,460 m s. n. m.)
- Cerro Pelón (2,450 m s. n. m.)
- Cerro Grande (Tomelitán) (2,340 m s. n. m.)
- Cerro El Tuiche (1,950 m s. n. m.)

## Clima
El clima varía de acuerdo a la zona y a la vegetación. 
- 49.67 % del territorio es del tipo templado subhúmedo con lluvias en verano, de humedad media.
- 26.70 % del territorio es del tipo semicálido subhúmedo con lluvias en verano, de menor humedad.
- 23.63 % del territorio es del tipo templado subhúmedo con lluvias en verano, de menor humedad.

## Agricultura y vegetación
Según datos del INEGI, 2004, la división del suelo en relación con la vegetación, se encuentra distribuida de la siguiente manera:
- 34.11 %: Suelo destinado a la agricultura. Los productos sembrados incluyen maíz, frijol, avena, cebolla y sorgo.
- 31.23 %: Bosque de roble y encino, que incluye encino prieto (Quercus laeta), encino colorado (Quercus eduardii) y encino amarillo (Quercus resinosa). La mayor parte de este suelo se encuentra en las sierras. Este material es utilizado por los habitantes como leña.
- 21.45 %: Pastizales, entre las especies presentes se encuentra el zacate navajita (Bouteloua gracilis), zacate banderita (Bouteloua curtipendula), zacate navajita belluda (Bouteloua hirsuta), zacate navajita morada (Bouteloua chondrosioides) y zacate pelillo (Bouteloua filiformis). Todas estas especies son usadas por los lugareños como forraje.
- 12.65 %: Matorrales, en donde se encuentran altas concentraciones de huizache y nopal.

## Localidades
El municipio de Nochistlán contiene 142 localidades ubicadas a lo largo del territorio:
| Agua Negra                        | Alto de la Palmita                 | Arroyo Colorado                      | Arroyo Hondo de Abajo           | Banco Pardo de la Cal               |
| Barranca de las Rosas (Las Rosas) | Barranca de Moreno                 | Cañada Verde                         | Capellanía                      | Capulín de Abajo                    |
| Capulín de Arriba                 | Carrillos (San Nicolás)            | Casas Grandes (Santo Domingo)        | Cerro de San Miguel             | Cerro Grande                        |
| Cerro las Víboras                 | Ciénega de Huiscolco               | Colonia Lindavista                   | Daniel Camarena (Las Ánimas)    | El Alto del Llano                   |
| El Álamo                          | El Bajío                           | El Campamento                        | El Caquixtle                    | El Carrizal                         |
| El Cedro                          | El Chiquihuitillo                  | El Chocolate                         | El Ciprés                       | El Jagüey                           |
| El Llano                          | El Molino                          | El Ojo de Agua                       | El Peine                        | El Picacho                          |
| El Pochote                        | El Porvenir del Norte (Los Adobes) | El Roblal                            | El Salto                        | El Sitio                            |
| El Taray                          | El Tescalame                       | El Tuiche                            | Emiliano Zapata (Piedra Parada) | Gabriel López                       |
| Huisquilco (Las Delicias)         | Icuata                             | Jabalíes                             | Japotica                        | Jesús María                         |
| Jocoyole                          | La Angostura                       | La Barranca del Jocoque              | La Barranquita                  | La Cantería                         |
| La Chamela                        | La Ciénega                         | La Cieneguita (Rancho La Cieneguita) | La Cofradía                     | La Cuartilla                        |
| La Estancia                       | La Haciendita                      | La Herradura                         | La Jabonera                     | La Labor                            |
| La Laguna                         | La Majada                          | La Marcha                            | La Mesita                       | La Noche Buena                      |
| La Palma                          | La Portilla                        | La Uva                               | La Villita                      | La Virgen                           |
| Labor de Abajo                    | Las Agujas                         | Las Amarillas                        | Las Canteritas                  | Las Cruces                          |
| Las Huertas                       | Las Palmas                         | Las Pilas                            | Las Presitas                    | Las Tinajas                         |
| Las Trojes                        | Las Tuzas (Tajalota)               | Llano Grande                         | Los Benavides                   | Los Borrueles                       |
| Los Cardos                        | Los González                       | Los Guerreros                        | Los Magueyes                    | Los Mercados                        |
| Los Parajes                       | Los Polvosos                       | Los Pulidos                          | Los Sandovales                  | Los Tepetates                       |
| Los Tolentinos (Los Bordos)       | Mesa de Frías                      | Mesa de la Magdalena                 | Mesa de la Providencia          | Mesa de San Juan                    |
| Mesa del Agua                     | Mesa del Ocote                     | Moctezuma                            | Monte de Duranes                | Monte de Yáñez                      |
| Nochistlán (cabecera municipal)   | Ojo de Agua de Latas               | Palo Herrado                         | Palo Redondo                    | Paso de Carreta                     |
| Paso de Orozco                    | Peñas Coloradas                    | Piedras Coloradas                    | Plan del Sauz                   | Porvenir de Oriente                 |
| Presa del Gobierno                | Primero de Mayo (El Refugio)       | Puerto del Aire                      | Rancho Nuevo                    | Rancho Viejo                        |
| Rancho Viejo del Sur              | Río Ancho de Abajo                 | Rincón de Diego                      | Rincón de Torres                | Rinconada de Velasco (La Rinconada) |
| San José del Sur                  | San Marcos                         | San Martín                           | San Roque                       | Santa Gertrudis                     |
| Santa Rita                        | Saucillo                           | Tlachichila                          | Toyahua de Abajo                | Toyahua de Arriba                   |
| Vallecitos                        | Veladores                          |                                      |                                 |                                     |

## Lugares de interés

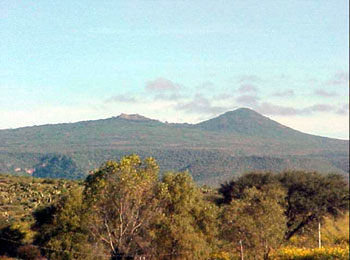
Vista del Cerro de San Miguel

Los siguientes sitios representan actualmente lugares destacados dentro de la idiosincrasia de los pobladores, así como sagrados para los antiguos caxcanes.
- Sierra de Nochistlán: cubre una importante región y en ella se encuentran paisajes y especies en peligro de extinción en la zona.

- El Cañón de Juchipila: con clima y vegetación semi-tropicales.

- La Chaskeria: elotes y empapelados al estilo Aguascalientes.

- Salto de Toyahua: caída del agua aproximadamente de 60 m

- La Presa de Dios: se le dio este nombre por ser una presa natural.

- Cerro El Tuiche: Contiguo a la cabecera municipal, lugar sagrado para la brava tribu caxcana que con el paso de los años se vuelve popular por sus leyendas además por su historia mostrando pinturas rupestres.

- Cerro de San Miguel: Cerro conocido también como "El Peñol" adornando la vista norte periférica de la cabecera municipal, considerado como sagrado por los caxcanes por su altura y forma cónica y al que nombraron cash, que significa “ en lo más alto del megote”. En este lugar los caxcanes derrotaron el 24 de junio de 1539 a los lucotes españoles e indígenas comandados por Pedro de Alvarado.